# Mausoléu de Sun Yat-sen
O Mausoléu de Sun Yat-sen (中山陵), famoso político chinês, situa-se no segundo pico do monte Zijin em Nanjing, China. A construção do túmulo começou em janeiro de 1926 e foi terminado em 1929. O arquiteto era Lu Yanzhi, que morreu pouco tempo depois do mausoléu ter sido terminado.

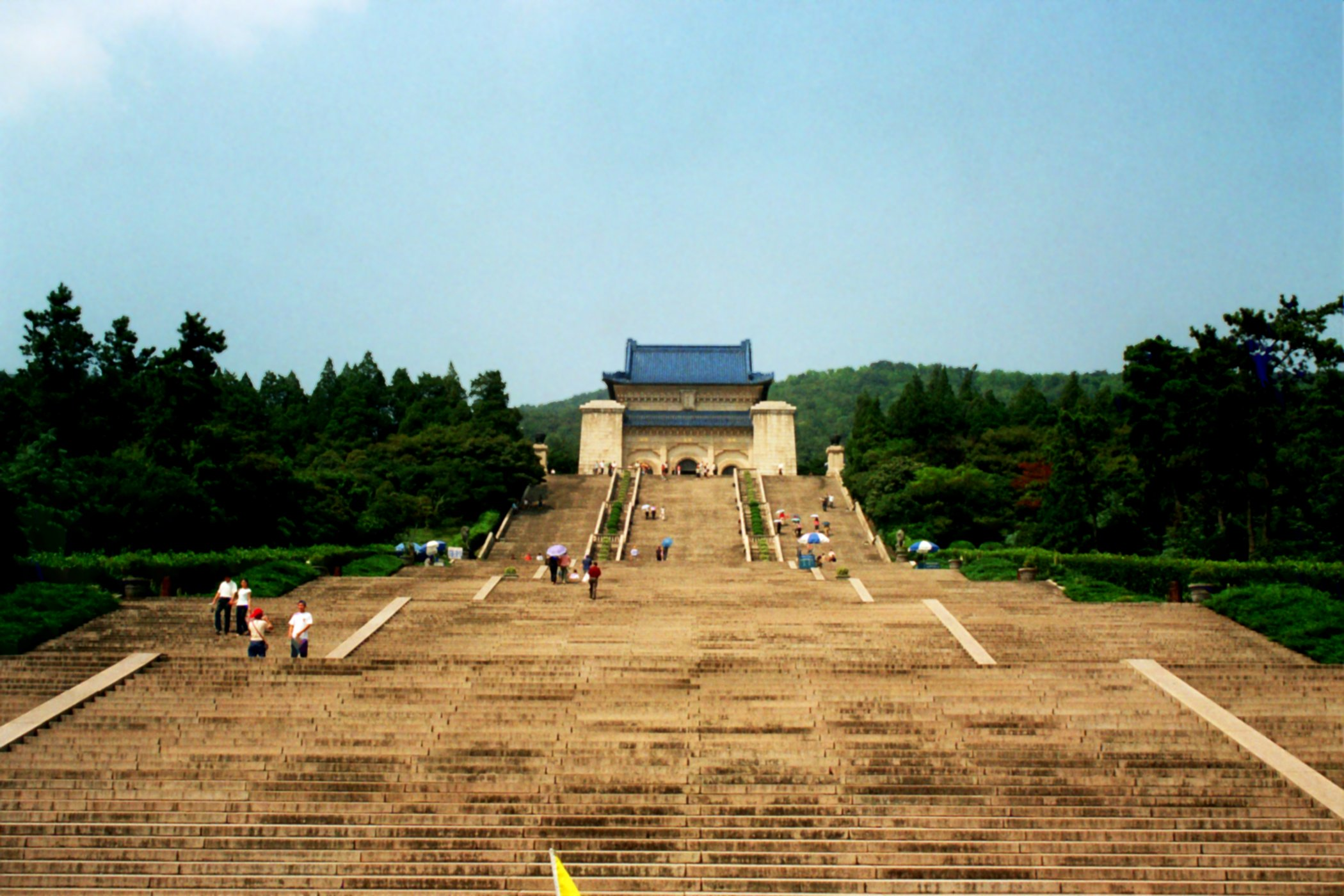
Mausoléu do Dr. Sun Yat-Sen.